# Фуян Сигуань (аэропорт)
Аэропорт Фуян Сигуань (ИАТА: FUG, ИКАО: ZSFY) — коммерческий аэропорт, обслуживающий авиаперевозки городского округа Фуян (провинция Аньхой, КНР).